# Guettarda rigida
Guettarda rigida là một loài thực vật có hoa trong họ Thiến thảo. Loài này được A.Rich. mô tả khoa học đầu tiên năm 1850.